# Mauro Meacci
Mauro Meacci (ur. 4 listopada 1955 w Pizie) – włoski prezbiter rzymskokatolicki, benedyktyn, od 1996 opat terytorialny Subiaco.